# 스피드 리미터
스피드 리미터(Speed limiter)는 자동차 등 원동기(엔진이나 전동기 등)를 단 차량의 운전최고속도를 제어하는 장치이다. 속도제한장치(速度制限裝置), 속도억제장치(速度抑制裝置)라고도 부른다.

## 개요
어떠한 방법으로 속도를 검출해, 설정된 속도 이상이 되면 원동기의 출력을 저하시켜 속도의 상승을 방지한다.

## 자동차
자동차의 스피드 리미터는 자동차 제조사의 자주규제와 자동차 관련 법률 및 규칙에 의한 규정에 의해 갖추어지는 경우가 있다. 이중에서 후자의 경우 대형자동차(트럭, 버스)가 대상인 경우가 많다.

### 대한민국
대한민국에서는 자동차 및 자동차부품의 성능과 기준에 관한 규칙 제54조에서 규정하고 있으며, 규칙상 명칭은 속도제한장치, 최고속도제한장치이다. 1995년 7월 21일 자동차 안전기준에 관한 규칙 개정에 의해 처음으로 스피드 리미터를 의무적으로 갖추도록 한 차량에 대하여 규정하였으며, 이 규정은 1996년 1월부터 시행되었다.

#### 의무부착차량 규정 연혁
- 1995년 7월 21일(1996년 1월 시행)[1]
  - 차량총중량 10t 이상의 승합자동차 중 시외버스 운송사업용 승합자동차(일반시외버스를 제외), 전세버스 운송사업용 승합자동차: 규제 최고속도 100km/h
  - 차량총중량 16t 이상의 화물자동차(최대적재량 8t 이상 자동차 포함) 중 지정수량이상의 위험물을 운반하는 화물자동차(피견인자동차를 연결한 경우를 포함), 덤프형, 콘크리트 운반전용의 화물자동차: 규제 최고속도 80km/h
- 2005년 8월 10일(2006년 2월 10일 시행)[2]
  - 차량총중량 10t 이상의 승합자동차: 규제 최고속도 110km/h
  - 차량총중량 16t 이상 또는 최대적재량 8t 이상의 화물자동차(피견인자동차를 연결한 경우를 포함), 특수자동차(피견인자동차를 연결한 경우를 포함), 고압가스 안전관리법 시행령 제2조에 의한 고압가스를 운송하기 위하여 필요한 탱크를 설치한 화물자동차(피견인자동차를 연결한 경우를 포함): 규제 최고속도 90km/h
- 2010년 3월 29일(동일 연월일 시행)[3]
  - 저속전기자동차: 규제 최고속도 60km/h
- 2012년 2월 15일(2012년 8월 16일 시행)[4]
  - 승합자동차
    - 차량총중량 4.5톤 초과 10t 미만의 승합자동차: 규제 최고속도 110km/h(2012년 8월 16일 시행)
    - 차량총중량 4.5t 이하의 승합자동차: 규제 최고속도 110km/h(2013년 8월 16일 시행)

  - 차량총중량 3.5t을 초과하는 화물자동차 및 특수자동차: 규제 최고속도 90km/h

#### 의무부착차량
| 종별                                            | 규제 속도 | 규정 근거                                             | 속도계 표시속도 | 비고                                                    |
| 화물자동차 및 특수자동차(차량 총중량 3.5t 이상) | 90km/h    | 자동차 및 자동차부품의 성능과 기준에 관한 규칙 제54조 | 160km/h         |                                                         |
| 승합자동차(전체)                                | 110km/h   | 자동차 및 자동차부품의 성능과 기준에 관한 규칙 제54조 | 160km/h         | 2019년 11월 15일부터 어린이운송용 승합자동차에 의무부착 |
| 저속전기자동차                                  | 60km/h    | 자동차 및 자동차부품의 성능과 기준에 관한 규칙 제54조 |                 |                                                         |
| 사륜형 이륜자동차                               | 60km/h    | 자동차 및 자동차부품의 성능과 기준에 관한 규칙 제85조 |                 |                                                         |

## 스피드 리미터의 해제
스피드 리미터에 의한 속도제한을 해제하거나 조작하는 행위이다. 소형자동차(승용차, 스포츠카)의 경우 서킷에서의 주행, 폭주족 등의 불법적인 자동차 경주행위를 위하여 행하여지며, 대형자동차(트럭, 버스)의 경우 운수업 종사자가 운송시간을 단축하기 위한 목적, 일정상의 문제로 행해진다. 기계식 스피드 리미터의 해제는 봉인제거를 통한 조작, 전자식 스피드 리미터의 해제는 배선조작, 스피드 리미터를 해제하도록 하는 전자장치를 설치, ECU에 설정되어 있는 운행 최고제한속도를 조작하는 방법으로 스피드 리미터를 해제한다.
스피드 리미터가 의무적으로 부착하도록 되어 있는 차량의 스피드 리미터 해제는 위법행위이며, 규정되지 않은 탈것의 스피드 리미터의 해제의 경우에는 위법행위가 아니다.

## 같이 보기
- 레브 리미터
- 속도표시등